# Iakîmovîci, Romnî
Iakîmovîci (în ucraineană Якимовичі) este un sat în comuna Anastasivka din raionul Romnî, regiunea Sumî, Ucraina.

## Demografie
Componența lingvistică a localității Iakîmovîci
     Ucraineană (100%)
Conform recensământului din 2001, toată populația localității Iakîmovîci era vorbitoare de ucraineană (100%).